# Zunyiet
Het mineraal zunyiet is een chloor- en fluor-houdend aluminium-silicaat met de chemische formule Al13Si5O20(OH)16F2Cl. Het mineraal behoort tot de sorosilicaten.

## Eigenschappen
Het doorzichtige kleurloze, grijswitte of roze zunyiet heeft een glasglans, een witte streepkleur en de splijting van het mineraal is goed volgens het kristalvlak [111]. Het kristalstelsel is kubisch. Zunyiet heeft een gemiddelde dichtheid van 2,88, de hardheid is 7 en het mineraal is niet radioactief.

## Naam
Het mineraal zunyiet is genoemd naar de plaats waar het voor het eerst beschreven is, de Zuni mijn in Colorado.

## Voorkomen
Het mineraal zunyiet wordt gevonden in gemetamorfoseerde schalies die sterk zijn aangerijkt in aluminium. De typelocatie is de Zuni mijn op Anvil Mountain, Silverton, San Juan County, Colorado, Verenigde Staten.